# دشت رزم موسی عربی
دشت رزم موسی عربی، روستایی از توابع بخش مرکزی شهرستان ممسنی در استان فارس ایران است.

## جمعیت
این روستا در دهستان جاوید ماهوری قرار دارد و براساس سرشماری مرکز آمار ایران در سال ۱۳۸۵، جمعیت آن ۱٬۰۰۳ نفر (۲۱۱خانوار) بوده‌است.

در جدیدترین آمارگیری کشور یعنی آمارگیری نفوس ومسکن سال 1390، دشت رزم موسی عربی دارای 951 نفر جمعیت است. از این تعداد، 449 نفر مرد و 502 نفر زن هستند. تعداد 269 خانوار در این روستا زندگی می‌کنند. 